# 3ª Brigata "Alexandroni"
La 3ª Brigata "Alexandroni" è una brigata di fanteria di riserva delle Zro'a Ha-Yabasha israeliane dipendente dalla 91ª Divisione "Galilea" del Comando settentrionale. Istituita nel 1948 Palmach, è poi confluita nelle Forze di difesa israeliane (IDF) dopo la guerra arabo-israeliana del 1948.
Unitamente alla 7ª Brigata Corazzata ebbe 139 caduti durante la prima battaglia di Latrun - Operazione Ben Nun.

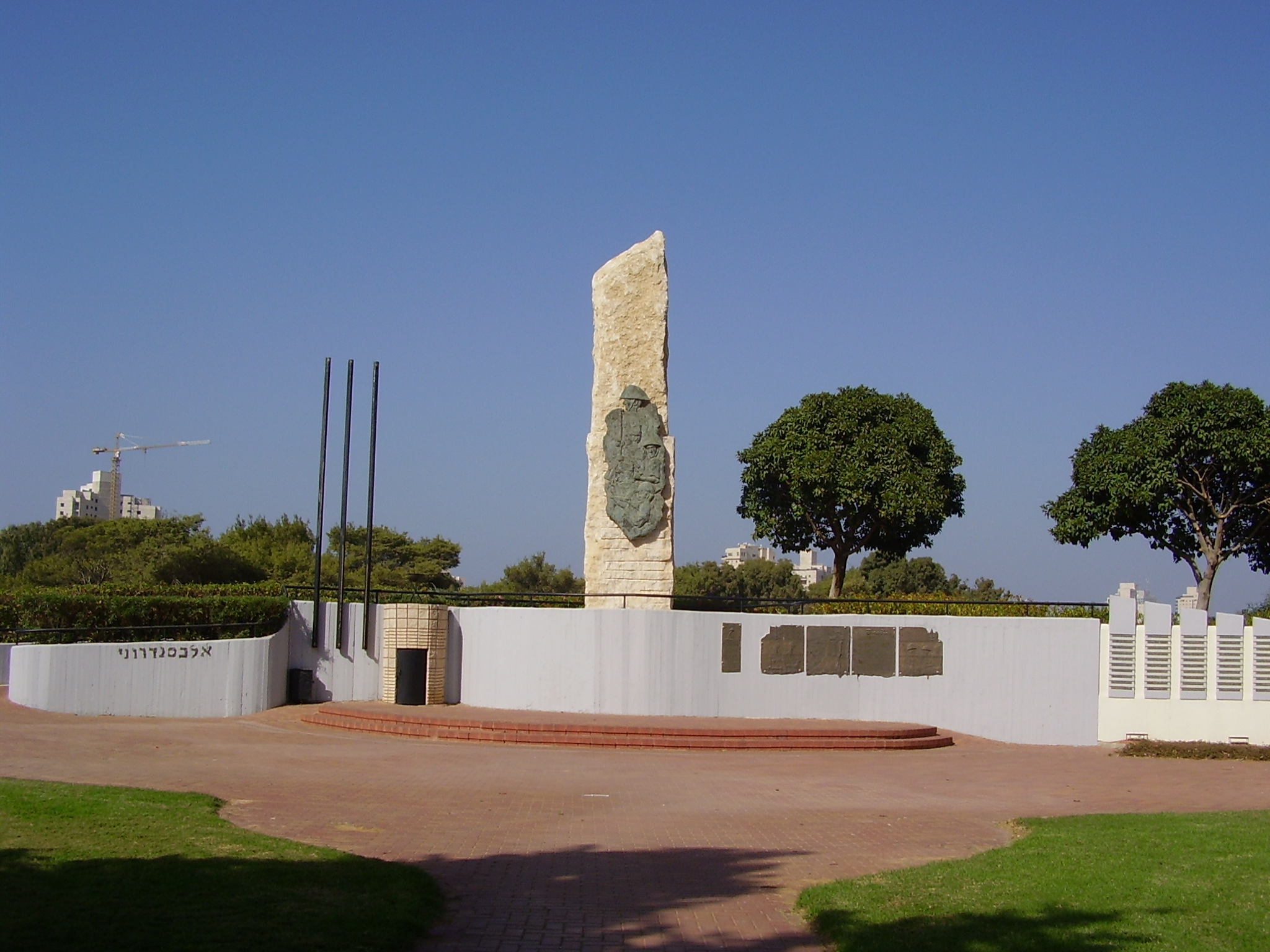
Il cimitero monumentale della Brigata a Natanya

## Unità della Brigata
- 31º Battaglione
- 32º Battaglione
- 33º Battaglione
- 34º Battaglione
- 37º Battaglione

## La controversia Katz
Nel 1998, il cinquantacinquenne studente Teddy Katz scrisse una tesi di dottorato nell'Università di Haifa in cui parlava del massacro perpetrato dalla Brigata Alexandroni nel villaggio palestinese di Tantura durante la guerra del 1948. I veterani della Brigata citarono Katz per diffamazione, chiedendogli un indennizzo di circa 1 milione di sicli.
Come alcune citazioni nella tesi non si accordano con le registrazioni di intervista, l'Università sospese la discussione per la sua laurea avendo riscontrato l'inesatta trascrizione di 6 testimonianze su un totale di 243 prodotte e gli impose di presentarne una nuova.
Il caso suscitò la vivace reazione dello storico Ilan Pappé che accusò di "codardia morale" la sua Università per non aver saputo o voluto difendere le ragioni di Katz, malgrado il suo lavoro fosse stato regolarmente seguito e approvato dal suo relatore (che era tra l'altro Direttore del Dipartimento cui afferiva Katz).